# Бєліков Віталій Петрович
Віталій Петрович Бєліков (нар. 9 березня 1979, Українська РСР) — український футболіст, півзахисник.

## Життєпис
Вихованець запорізького футболу. Футбольну кар'єру розпочав 1996 року в місцевому «Торпедо», у 1998 році виступав в оренді в запорізькому «Вікторі». Влітку 1999 року прийняв запрошення дніпропетровського «Дніпра». У другій половині 2002 року захищав кольори криворізького «Кривбасу». На початку 2003 року підсилив франківське «Прикарпаття», однак вже незабаром відправився в оренду до фарм-клубу прикарпатців — «Лукору» (Калуш). З березня 2004 року виступав в іншому спартаківському клубі — «Спартак-Горобині» (Суми). На початку 2005 року повернувся до Запоріжжя, де підписав контракт з місцевим «Металургом». Однак виступав лише в другій команді клубу, в якій виконував обов'язки капітана. У 2006 році завершив кар'єру футболіста.

## Досягнення
- Вища ліга України
  -  Бронзовий призер (1): 2001